# Ієн Дженсен
Ієн Дженсен  (англ. Iain Jensen, 23 травня 1988) — австралійський яхтсмен, олімпієць.

## Виступи на Олімпіадах
| Олімпіада   | Дисципліна | Місце |
| ----------- | ---------- | ----- |
| Лондон 2012 | Клас 49er  | 1     |